# Adler (locomotiva)
A Adler (águia em alemão) foi a primeira locomotiva a circular na Alemanha, para o caminho-de-ferro bávara, na linha Nuremberga - Fürth. Após 20 anos de serviço foi retirada do serviço e enviada para a sucata.

## História
Desenhada e construída George Stephenson, foi enviada às peças para a Alemanha, onde foi montada nas oficinas de Johann Wilhem Spaeth. A viagem inaugural, realizada a 7 de Dezembro de 1835 no percurso entre Nuremberga a Fürth. O seu maquinista nesta ocasião foi William Wilson, e os os 7450 m da viagem decorrem à velocidade de cruzeiro de 35 km/h. 
Esta linha era propriedade da Königlich privilegierte Ludwigs-Eisenbahnn-Gesellschaft (K.p. L.B.G.), uma empresa fundada por por Georg Zacharias Platner e Johannes Scharrer, que obtiveram uma concessão do Reino da Baviera.
A sua vida operacional terminaria em 1857 quando as reparações que necessitava era superiores ao seu valor económico, tendo sido abatida para sucata, ficando só guardadas as rodas e as peças de tracção. 

## Réplicas
Até à data foram construídas duas réplicas da Adler. A primeira foi construída em 1935 pela Deutsche Reichsbahn para a celebração dos 100 anos do caminho de ferro na Alemanha. Era uma réplica funcional à escala real, e esteve exposta no Verkehrsmuseum, em Nuremberga, até que um incêndio em 17 de Outubro de 2005 o museu, a Adler e mais outras 24 locomotivas.
Com o recurso a algumas peças da réplica de 1935 que não foram destruídas pelo fogo, entra as quais a caldeira, cerca de dois anos após o incêndio iniciou-se a construção de uma segunda réplica, completada em Abril de 2008, e que realizou a mesma viagem que a original na sua primeira viagem.